# Ribbon

圖中為Windows 8開發者預覽版的文件管理器。可見已使用了Ribbon设计。

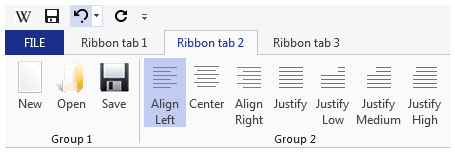
Ribbon的一个示例，作为图形用户界面的一个元素

Ribbon是一種以面板及標籤頁為架構的使用者介面（User Interface），原先出现在Microsoft Office 2007後續版本的Word、Excel和PowerPoint等組件中，后来也被运用到Windows 7的一些附加组件等其它软件中，如画图和WordPad，以及Windows 8中的檔案總管。ESRI推出的ArcGIS Explorer 9.4也采用这种界面。它是一个收藏了命令按钮和图标的面板。它把命令组织成一组「标签」，每一组包含了相关的命令。每一个应用程序都有一个不同的标签组，展示了程序所提供的功能。在每个标签裡，各种的相关的选项被组在一起。设计Ribbon的目的是为了使应用程序的功能更加易于发现和使用，减少了点击鼠标的次数。
有些标签，被称为「上下文相关标签」，只当特定的对象被选择时才显示。上下文相关标签只展示那些获得焦点的对象的特定功能，在对象没有被选定的时候是隐藏的。

## 意义

### 对于Windows
Ribbon是Windows（Windows 8／Windows 10）自带的GUI架构，外形更加华丽，但也因為許多老用户已經習慣了Windows 98以來的介面，對於大幅度改變的Ribbon介面反倒發生不适应，進而經常抱怨无法找到想要的功能的狀況。

### 对于编程者
为编写Windows程序提供了便利，使用 Visual C++ 或 RAD Studio 编程的程序员一般都可以用上该架构。但需注意，在 Windows XP 之前的 Windows 可能不支援 Ribbon。